# ティケハウ環礁
ティケハウ環礁（ティケハウかんしょう）は、南太平洋にあるフランス領ポリネシアに属するトゥアモトゥ諸島の北西部にある環礁。位置は南緯14度52分、西経148度15分で、タヒチ島の北東約350km、ランギロア環礁の北西14kmに相当する。北東から南西にやや長い楕円形の環礁で、長さ27.5km、幅20kmで、周囲は75kmある。陸地面積54km2、総面積448km2を有する。周囲のサンゴ礁は貿易風の影響で、南東側に比べて北西側が発達している。
南部のトゥヘラヘラ島、西部のテオナイ島、北部のテアヴァティア島、北東部のテマルオパパヒア島、キリマラニア島、南東部のタヴァニア島など、大小百あまりの島からなる。可渡水路は西部のトゥヘイアヴァ・パス（幅100m）1箇所で、ダイビング・スポットもその周辺に多い。人口は2002年の調査では408人で、南部のトゥヘラヘラ集落が最も人口が多く、その他西部のトゥヘイアヴァ集落、北東部のマイアイ集落がある。ランギロア行政区に属する。
ロシアの航海家オットー・フォン・コツェブーにより1916年4月25日に見出された。
水産資源が豊富で、1987年のジャック＝イヴ・クストーらの研究グループの調査結果では、ポリネシアで最も魚の密度が高い環礁の一つであるとされる。水産業は最も重要な産業であり、ラグーン西部水域でフィッシュ・パークと呼ばれる生簀を用いブダイ、アジ等約50種類の魚が水揚げされ、主にタヒチ島の市場に運ばれる。カハイア（ハテルマギリ）を細工した仕掛けによる伝統的な漁法も行われている。最近は黒蝶貝による黒真珠養殖も行われている。近年では乱獲によって魚の量が減少傾向にある。
この他、伝統的なコプラ製造が主にマイアイ集落を中心に行われている。1983年2月から4月にかけて、たて続けに三つのサイクロン(Orama、Reva、Veena)が島を襲い、コプラ製造施設を壊滅させた。このためコプラ製造が主たる産業であったテアヴァティア集落が廃村となり、島民の水産業への転向が進んだ。
空港はトゥヘラヘラ集落の東にあり、エアー・タヒチがタヒチ島パペーテと週11便、ボラボラ島と週2便運航している。（多くはランギロアやマニヒ等の経由）IATAの空港コードはTIH。
リゾート・ホテルが南部に一つある他に、ペンション等の宿泊施設が主にトゥヘラヘラに数軒ある。
ラグーン内外ではオニカマス（バラクーダ）、オニイトマキエイ（マンタ）、クロマグロ、ネムリブカ(white chip)、オグロメジロザメ(gray shark)等が普通に見られる。ラグーン南部のマウウ島、北東部のオエオエ島、プアルア島は別名バード・アイランドと呼ばれ、アカアシカツオドリやクロアジサシが多数生息している。

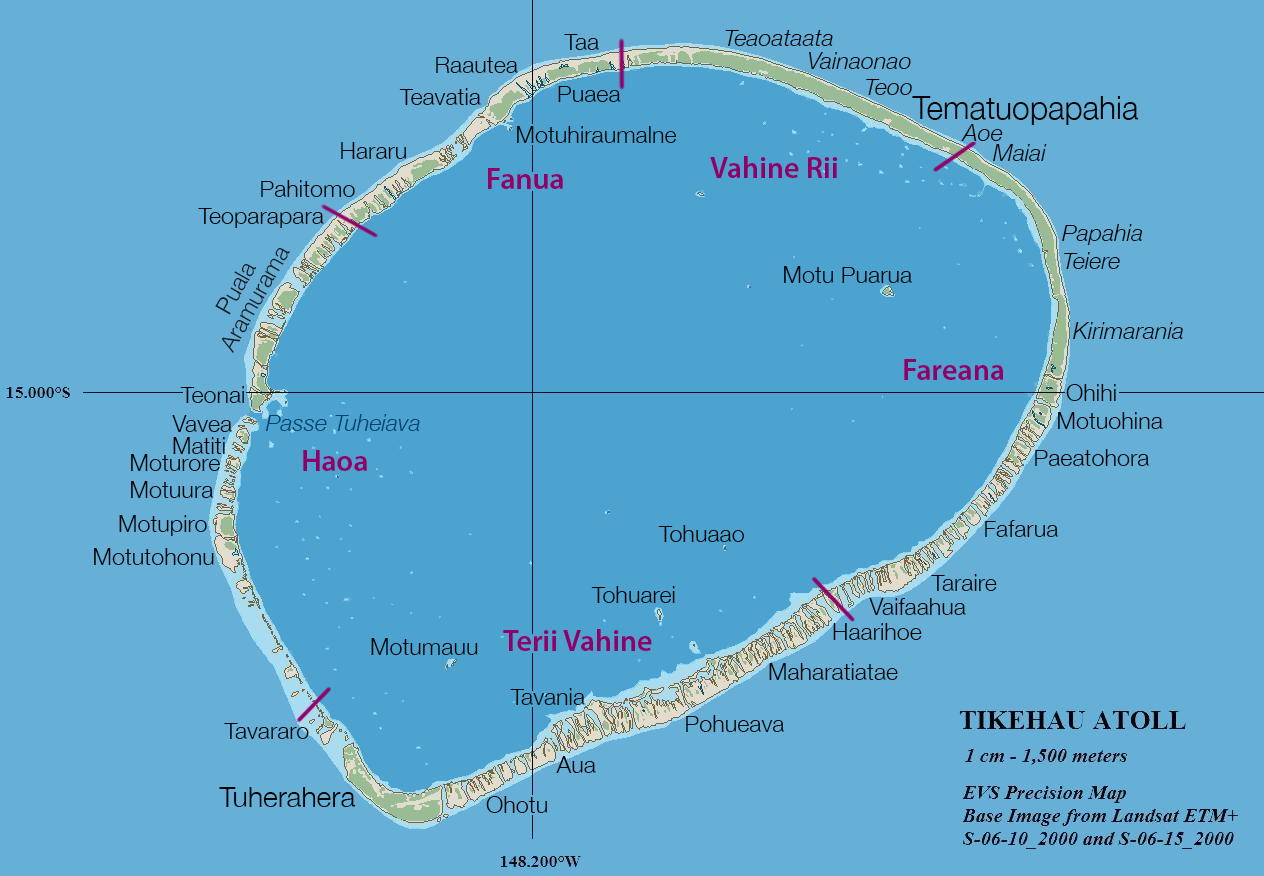